# Aplidium monile
Aplidium monile är en sjöpungsart som beskrevs av Monniot 200. Aplidium monile ingår i släktet Aplidium och familjen klumpsjöpungar. Inga underarter finns listade i Catalogue of Life.